# Campionat del Món de Trial 1976
La temporada de 1976 del Campionat del Món de trial fou la 2a edició d'aquest campionat, organitzat per la FIM. El calendari oficial constava de 12 proves puntuables, celebrades entre el 14 de febrer i el 19 de setembre. Aquella temporada, Yrjö Vesterinen guanyà el primer dels seus tres títols consecutius. Els tres primers classificats van ser els mateixos que l'any anterior, tot i que en ordre diferent: Vesterinen, Malcolm Rathmell i Martin Lampkin (cadascun del tres amb un total de tres victòries durant la temporada); Mick Andrews va tornar a ser quart per darrere de tots tres.
D'altra banda, per primera vegada un català se situava entre els 10 millors a la classificació final del campionat: Fou Manuel Soler, en setena posició. Pel que fa a les novetats tècniques, Nick Jefferies, que havia fitxat el 1975 per l'equip oficial d'Honda que dirigia Sammy Miller al Regne Unit, obtingué el primer bon resultat de la moto japonesa de quatre temps al mundial, concretament, la sisena posició al trial de Gran Bretanya.

## Sistema de puntuació
Barem de puntuació de 1969 a 1983:
| Posició | 1  | 2  | 3  | 4 | 5 | 6 | 7 | 8 | 9 | 10 |
| Punts   | 15 | 12 | 10 | 8 | 6 | 5 | 4 | 3 | 2 | 1  |

Es comptabilitzen la meitat més un dels resultats obtinguts durant la temporada.

## Calendari
| Ronda | Data           | Prova          | Lloc                  | Guanyador        |
| ----- | -------------- | -------------- | --------------------- | ---------------- |
| 1     | 14 de febrer   | Irlanda        | Newtownards           | Yrjö Vesterinen  |
| 2     | 29 de febrer   | Bèlgica        | Bilstain              | Malcolm Rathmell |
| 3     | 7 de març      | Espanya        | Matadepera            | Martin Lampkin   |
| 4     | 13 de març     | Gran Bretanya  | Buckfastleigh         | Malcolm Rathmell |
| 5     | 21 de març     | França         | Sommières             | Malcolm Rathmell |
| 6     | 16 de maig     | Alemanya       | Gefrees               | Yrjö Vesterinen  |
| 7     | 13 de juny     | Itàlia         | Passo della Presolana | Mick Andrews     |
| 8     | 25 de juliol   | Estats Units   | Gold Bar              | Martin Lampkin   |
| 9     | 29 d'agost     | Suècia         | Älvängen              | Ulf Karlson      |
| 10    | 5 de setembre  | Finlàndia      | Ekenäs                | Yrjö Vesterinen  |
| 11    | 12 de setembre | Suïssa         | Roggenburg            | Martin Lampkin   |
| 12    | 19 de setembre | Txecoslovàquia | Ricany                | Ulf Karlson      |

Notes
1. ↑  A Devon
2. ↑  Prop de Bèrgam, Llombardia
3. ↑  A Ale, Västra Götaland

## Classificació final
| Posició | Pilot              | Motocicleta | Punts    |
| ------- | ------------------ | ----------- | -------- |
| 1       | Yrjö Vesterinen    | Bultaco     | 93 (126) |
| 2       | Malcolm Rathmell   | Montesa     | 87 (112) |
| 3       | Martin Lampkin     | Bultaco     | 85 (110) |
| 4       | Mick Andrews       | Yamaha      | 69 (82)  |
| 5       | Ulf Karlson        | Montesa     | 67 (71)  |
| 6       | Charles Coutard    | Bultaco     | 54 (62)  |
| 7       | Manuel Soler       | Bultaco     | 52 (61)  |
| 8       | Nigel Birkett      | Suzuki      | 30 (34)  |
| 9       | Jean Marie Lejeune | Montesa     | 25 (26)  |
| 10      | Rob Edwards        | Montesa     | 24       |
|         |                    |             |          |
| 14      | Jaume Subirà       | Montesa     | 8        |
|         |                    |             |          |
| 20      | Quico Payà         | OSSA        | 3        |
|         |                    |             |          |
| 22      | Xavier Cucurella   | Bultaco     | 2        |